# Сомпольно (гміна)
Гміна Сомпольно (пол. Gmina Sompolno) — місько-сільська гміна у північно-західній Польщі. Належить до Конінського повіту Великопольського воєводства.
Станом на 31 грудня 2011 у гміні проживало 10556 осіб.

## Територія
Згідно з даними за 2007 рік площа гміни становила 137.36 км², у тому числі:
- орні землі: 72.00%
- ліси: 11.00%

Таким чином, площа гміни становить 8.70% площі повіту.

## Населення
Станом на 31 грудня 2011:
| Опис     | Загалом | Загалом | Чоловіки | Чоловіки | Жінки | Жінки |
| -------- | ------- | ------- | -------- | -------- | ----- | ----- |
| одиниця  | осіб    | %       | осіб     | %        | осіб  | %     |
| все      | 10556   | 100     | 5231     | 49.55    | 5325  | 50.45 |
| міське   | 3698    | 100     | 1783     | 48.22    | 1915  | 51.78 |
| сільське | 6858    | 100     | 3448     | 50.28    | 3410  | 49.72 |

## Сусідні гміни
Гміна Сомпольно межує з такими гмінами: Баб'як, Вежбінек, Крамськ, Осек-Мали, Слесін.